# الجمعية التأسيسية الوطنية (فرنسا)
الجمعية التأسيسية الوطنية ((بالفرنسية: Assemblée nationale constituante)‏) هي الجمعية الوطنية الفرنسية التي تأسست في 9 يوليو 1789 خلال المراحل الأولى من الثورة الفرنسية. تم حله في 30 سبتمبر 1791 وخلفه المجلس التشريعي.

## خلفية

### طبقات الأمة
أجت مجلس طبقات الأمة لسنة 1789م (Etats Généraux) المكون من ممثلين عن المقاطعات الثلاثة (رجال الدين والأرستقراطية والعامة)، والتي لم تعقد منذ عام 1614، في 5 مايو 1789. وصلت المداولات العامة للممتلكات إلى طريق مسدود بحلول 6 مايو. :xv حاول ممثلو الطبقة الثالثة أن يجعلوا الجسم كله أكثر فعالية ولذلك اجتمعوا بشكل منفصل اعتبارًا من 11 مايو ككوميونات . في 12 يونيو، دعت الكوميونات العقارات الأخرى للانضمام إليها: قام بعض أعضاء الطبقة الأولى بذلك في اليوم التالي. يوم 17 يونيو 1789، وافق البلديات الحركة التي يقودها إيمانويال جوزيف سياس
التي أعلنت أنفسهم الجمعية الوطنية  بأغلبية 490-90. اعتقدت الطبقة الثالثة الآن أنها سلطة شرعية مساوية لسلطة الملك. انضم عناصر من الطبقة الأولى، وهم أساسًا كهنة الرعايا الذين كانوا أقرب في الثروة إلى الطبقة الثالثة مقارنة بالأساقفة الذين كانوا أقرب في الثروة إلى الطبقة الثانية، إلى المجلس اعتبارًا من 13 يونيو فصاعدًا، وفي 19 يونيو، انضم رجال الدين بالكامل صوتوا للانضمام إلى الجمعية الوطنية. :xvi تم الكشف عن أجندة تشريعية وسياسية.

### قسم لعبة الكف

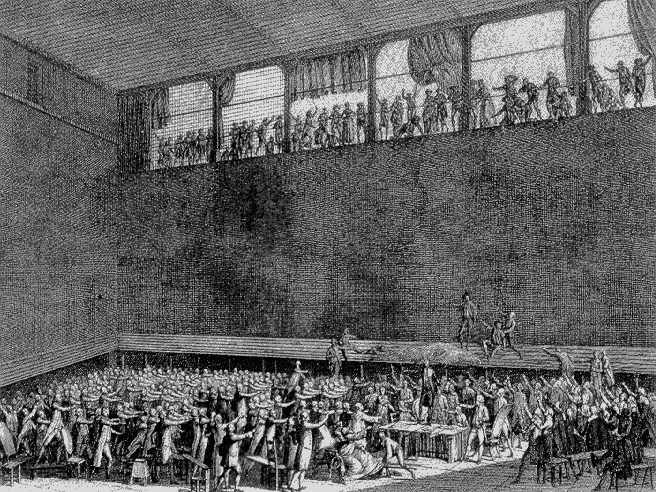
Le serment de Jeu de Paume. لوحة نحاسية لبيير غابرييل بيرثولت بعد رسم لجان لويس بريور (1789). أقسم النواب على عدم المغادرة حتى يمنحوا فرنسا دستوراً جديداً.

سرعان ما كانت هناك محاولات من قبل الملك لويس السادس عشر والعقبة الثانية لمنع المندوبين من الاجتماع، بالإضافة إلى سوء فهم من كلا الجانبين حول نوايا كل منهما. أُغلِق المجلس الجديد بقيادة رئيسه جان سيلفان بيلي خارج غرفته، وأُجبر على الانتقال إلى ملعب تنس قريب، في 20 يونيو؛  هناك، أقسم قسم لعبة الكف، (Le serment de Jeu de Paume) «بعدم الانفصال، وإعادة التجميع حيثما تتطلب الظروف، حتى يتم تأسيس دستور المملكة وتوطيده على أسس متينة.»  بعد عدم تفريق المندوبين، بدأ لويس في الاعتراف بصلاحيتها في 27 يونيو.
أعادت الجمعية تسمية نفسها الجمعية الوطنية التأسيسية في 9 يوليو / تموز وبدأت تعمل كهيئة حاكمة وصياغة الدستور. ومع ذلك، فمن الشائع الإشارة إلى الهيئة حتى بعد ذلك باسم «الجمعية الوطنية» أو «الجمعية التأسيسية».

## الهيكل في صيف 1789
بعد اقتحام الباستيل في 14 يوليو، أصبحت الجمعية التأسيسية الوطنية الحكومة الفعالة لفرنسا. على حد تعبير المؤرخ فرانسوا مينيه:
حصل المجلس على القوة الكاملة؛ تعتمد عليها الشركات؛ أطاع الحرس الوطني... السلطة الملكية، على الرغم من وجود حق، كانت معلقة في تدبير، لأنه لم يتم طاعتها، وكان على الجمعية أن تقدم عملها من تلقاء نفسها.
زاد عدد العقارات العامة بشكل ملحوظ خلال فترة الانتخابات، لكن العديد من النواب أخذوا وقتهم في الوصول، ووصل بعضهم إلى باريس في أواخر عام 1791. وفقًا لتيموثي تاكيت، كان هناك ما مجموعه 1177 نائبًا في الجمعية بحلول منتصف يوليو 1789. من بينهم، 278 من النبلاء، و 295 من رجال الدين، و 604 من ممثلي الطبقة الثالثة. طوال مدة الجمعية، تم اعتماد ما مجموعه 1315 نائبًا: 330 رجل دين و 322 نبلًا و 663 نائبًا من الطبقة الثالثة. وأشار تاكيت إلى أن غالبية الطبقة الثانية كانت لها خلفية عسكرية، وأن الطبقة الثالثة كانت يسيطر عليها رجال من المهن القانونية.[بحاجة لرقم الصفحة]
بعض الشخصيات البارزة في الجمعية في هذا الوقت هم:
- أعداء الثورة المحافظون، الذين عرفوا فيما بعد بـ «اليمين»:
  - جاك أنطوان ماري دي كازاليس - ناطق مباشر باسم الأرستقراطية
  - الأب جان سيفرين موري - ممثل الكنيسة عنيد إلى حد ما
- تحالف Monarchiens («الملكيون»، الذين يطلق عليهم أيضًا «الملكيون الديمقراطيون») مع جاك نيكر، يميلون إلى ترتيب فرنسا على غرار نموذج الدستور البريطاني مع مجلس اللوردات ومجلس العموم:
  - بيير فيكتور، البارون مالويت
  - Trophime-Gérard ، ماركيز دي لالي-توليندال
  - ستانيسلاس ماري أديلايد، كومت دي كليرمون تونير
  - جان جوزيف منير
- كان «اليسار» (ويسمى أيضًا «الحزب الوطني») متحدًا نسبيًا في دعم الثورة والديمقراطية، ويمثل بشكل أساسي مصالح الطبقات الوسطى ولكنه متعاطف بشدة مع النطاق الأوسع لعامة الناس. في الفترة المبكرة، كان من أبرز قادتها أونوريه ميرابو، وماركيز دي لافاييت، وجان سيلفان بيلي (أول اثنين من الخلفية الأرستقراطية). يشير Mignet أيضًا إلى Adrien Duport و Antoine Pierre Joseph Marie Barnave و Alexander Lameth كقادة من بين «الأكثر تطرّفًا في هذا الحزب» في هذه الفترة، وهم قادة في اتخاذ «موقف أكثر تقدمًا من الموقف الذي كانت للثورة [في هذا الوقت] أحرز، محقق.» كان تشارلز شقيق لاميث ينتمي أيضًا إلى هذه المجموعة.

يجب على المرء أن يضيف الدور الذي لعبه الأب إيمانويل جوزيف سييس، لا سيما فيما يتعلق باقتراح التشريع في هذه الفترة، باعتباره الرجل الذي نجح، لفترة من الزمن، في رأب الصدع بين من أراد ملكية دستورية ومن أراد. للتحرك نحو اتجاهات أكثر ديمقراطية، وحتى جمهورية.

## الإجراءات
للحصول على وصف تفصيلي لوقائع المجلس الوطني التأسيسي والأحداث ذات الصلة، راجع المقالات التالية:
- الثورة الفرنسية من إلغاء الإقطاع إلى الدستور المدني لرجال الدين
- الثورة الفرنسية من صيف 1790 حتى إنشاء المجلس التشريعي

للحصول على قائمة جزئية بأعضاء الجمعية التأسيسية الوطنية، انظر القائمة الأبجدية لأعضاء الجمعية التأسيسية الوطنية لعام 1789 .

## استعادة الملك
في صيف عام 1791، قررت الجمعية التأسيسية الوطنية أن الملك بحاجة إلى إعادة العرش إذا قبل الدستور. تم اتخاذ القرار بعد فشل رحلة الملك إلى فارينيس. أثار هذا القرار غضب العديد من الباريسيين إلى الاحتجاج، وتحول أحد الاحتجاجات الرئيسية إلى مذبحة Champ de Mars ، حيث قتل الحرس الوطني ما بين 12 إلى 50 شخصًا.

## إنحلال المجلس الوطني التأسيسي
بعد أن نجا من تقلبات عامين ثوريين، حل المجلس الوطني التأسيسي نفسه في 30 سبتمبر 1791. في اليوم التالي، دخل دستور 1791 حيز التنفيذ، والذي منح السلطة للجمعية التشريعية.